# Felicity Ace
Felicity Ace era un vaixell de càrrega ro-ro construït per Shin Kurushima Dockyard l'any 2005, propietat i operat per la companyia japonesa Mitsui OSK Lines i amb bandera del Panamà. Es va incendiar el febrer de 2022 al sud de les Açores.

## Naufragi del 2022
El vaixell va sortir de la ciutat alemanya d'Emden el 10 de febrer de 2022, transportant 3.965 cotxes del grup Volkswagen amb models de marques com Audi, Bugatti, Porsche, Lamborghini i Bentley, amb un preu total de venda per unitat estimat de fins a mig milió d'euros.
La càrrega es va incendiar el 16 de febrer de 2022, mentre creuava l'Atlàntic Nord en direcció a Davisville, al l'estat de Rhode Island. En aquell moment, el vaixell es trobava a uns 320 quilòmetres (200 milles) de l'illa Terceira de les Açores. Els 22 membres de la tripulació van ser rescatats per l'armada portuguesa sense que hi hagués cap ferit durant l'evacuació, i el vaixell va continuar en flames a la deriva durant dues setmanes consumit per fum blanc. El capità va declarar a Reuters que les bateries d'ions de liti dels vehicles es van encendre i el foc es va propagar ràpidament.
Dos grans remolcadors amb material d'extinció d'incendis provinents de Gibraltar es van fer càrrec del vaixell, a més, una embarcació de salvament arribà des de Rotterdam. Un portaveu de la marina portuguesa va afirmar que era improbable que el Felicity Ace fos remolcat a un port de les Açores a causa de la seva mida.
L'1 de març, el Felicity Ace es va enfonsar a 467 quilòmetres (253 milles) de les Açores mentre era remolcat, el vaixell «va perdre l'estabilitat i es va enfonsar». Grups ecologistes van manifestar la seva preocupació davant el naufragi per la contaminació que provocaria a l'ecosistema aquàtic únic de les Açores, on el llit marí està cobert de boscos i esculls de corall i esponges de mar. La zona, a més, és l'hàbitat natural de catxalots, balenes geperudes, dofins i taurons, entre altres espècies. Nogensmenys, un vaixell de la magnitud del Felicity Ace pot carregar més de tres milions de litres de combustible, a més d'altres materials contaminants com cables elèctrics, pintura i plàstics.